# Boršov (Praha)
Boršov je veřejné prostranství na Starém Městě v Praze Některé zdroje ho uvádějí jako ulici jiné jako náměstí. Ve skutečnosti je to uzavřený dvorec o délce asi 40 metrů přístupný jen z ulice Karoliny Světlé.

## Historie a názvy
První písemná zmínka o dvorci je z roku 1323 pod názvem Boršov, ale pak se názvy měnily:
- 14. století – Boršov
- asi 1850–70 – Poštovský plácek
- od 1870 – opět název Boršov.

## Budovy
- Dům U Strunků – Boršov 1, Karoliny Světlé 26[3]
- Koukolovský dům – Boršov 9, Betlémská 5[4]
- Dům U Soboteckých – Boršov 11[5]